# Big Wreck
Big Wreck è un gruppo musicale americano-canadese, formatosi nel 1994 a Boston, Massachusetts da Ian Thornley.

## Storia del gruppo

### Formazione eIn Loving Memory Of...(1994-2001)
I Big Wreck vennero formati da Ian Thornley, Brian Doherty, Dave Henning e Forrest Williams, quando si conobbero al Berklee College of Music. Dopo qualche anno passato facendo concerti tra Boston e Cambridge, il gruppo firmò un contratto con la Atlantic Records nel 1997 e pubblicò l'album di debutto In Loving Memory Of... il 7 ottobre 1997. Dall'album vennero estratti tre singoli: The Oaf (My Luck Is Wasted), That Song e Blown Wide Open. Il primo singolo estratto ebbe un ottimo successo negli Stati Uniti, raggiungendo la 9ª posizione della Mainstream Rock Songs Chart di Billboard.
Nell'ottobre 2001, il gruppo suonò alla Roy Thomson Hall di Toronto, accompagnata dallOrchestra Sinfonica di Toronto e dalla Uzume Taiko Ensemble, una compagnia di percussionisti, con Paul Langlois e Robby Baker dei The Tragically Hip.

### The Pleasure and the Greed, scioglimento e altri progetti (2001-2010)
Il secondo album del gruppo, The Pleasure and the Greed, pubblicato il 5 giugno 2001, non fu un successo, a causa dello scarso marketing. Poco dopo la pubblicazione dell'album, il gruppo si sciolse.
Ian Thornley tornò a Toronto, e fondò il gruppo hard rock Thornley. Brian Doherty iniziò a impartire lezioni di chitarra ai ragazzi di Camlachie in preparazione al conservatorio e fondò in gruppo Death of 8.

### Reunion,AlbatrosseGhosts(2010-presente)
Nel 2010, Ian e Brian si rincontrarono e Brian lavorò come turnista per i Thornley per poi diventarne un membro fisso. A causa del successo del tour, i due decisero di riformare i Big Wreck.
Nel settembre 2012, il gruppo pubblicò il singolo Albatross. Il 19 febbraio 2013, il gruppo pubblicò Albatross, il primo album dopo la reunion.
Nell'aprile 2014, annunciò il quarto album in studio, Ghosts, pubblicato il 15 giugno 2014.

## Formazione
- Ian Thornley – voce, chitarra
- Brian Doherty – chitarra
- Paulo Neta – chitarra
- Dave McMillan – basso
- Chuck Keeping – batteria

## Discografia

### Album in studio
- 1997 – In Loving Memory Of...
- 2001 – The Pleasure and the Greed
- 2013 – Albatross
- 2014 – Ghosts
- 2017 – Grace Street
- 2019 – …but for the sun

### EP
- 2013 – Bag of Tricks

### Singoli
- 1997 – The Oaf (My Luck Is Wasted)
- 1998 – That Song
- 1998 – Blown Wide Open
- 1998 – Under the Lighthouse
- 2001 – Inhale
- 2001 – Ladylike
- 2002 – Knee Deep
- 2011 – Albatross
- 2012 – Wolves
- 2012 – A Million Days
- 2014 – Ghosts
- 2014 – Come What May